# Gering
Gering là một đô thị thuộc huyện Mayen-Koblenz bang Rheinland-Pfalz, phía tây nước Đức. Đô thị Gering có diện tích 2,94 km², dân số thời điểm ngày 31 tháng 12 năm 2006 là 405 người.